# 朽木倒

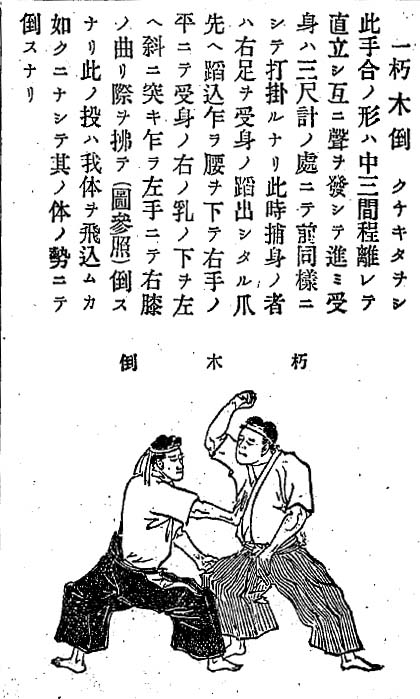
天神真楊流　投捨 朽木倒

朽木倒（くちきたおし）は、柔道の手技の一つ。講道館や国際柔道連盟 (IJF) での正式名。IJF略号KTA。別名片足取（かたあしどり）。

## 解説
釣り手で襟を掴み、引き手で脚を掬って或いは、抱えて押し倒す技。踵を掴んで、しゃがみ込みながら相手の脚をスライドさせて、その場に引き落とす様に（押し倒さないで）投げると、踵返になる。「取りが片手で受けの片脚を刈り、倒す技」が技の起点となる。引き手が左手の時、相手の右脚を掴む場合もあれば、左脚を掴む場合もある。
双手刈と同じ様に、「投げる」というよりも、「倒す」または、「押し倒す」様な形となる。色々な変化形があり、横に巻き込んで投げ技に転ずるものから、ただ真後ろに倒していくものまである。相撲の渡し込み、小股掬い、レスリングのニータップに相当する動きになる。

## この技の歴史

### 起源
元々は古流柔術にあった技で、「朽ちた巨木が根本から転倒する」ということから名付けられた。嘉納が学んだ、天神真楊流の投捨に「朽木倒」という同じ技が存在する。

### 柔道の黎明期
柔道の創始者嘉納治五郎と講道館に早期から認められている技である。1926年、柔道の技術書『新式柔道』で金光弥一兵衛は朽木倒について、実際に適せぬ技もしくは妙味に乏しい技として掲載を省力した述べる。

### 近代柔道において
その後の近代化を経た日本国内柔道においては双手刈と並んでこの技を仕掛けて勝利してもいい評価は得られず、むしろ『美しくない』、『邪道な勝ち方』と罵倒されることもある。しかし、1990年代以降は実戦的である朽木倒は世界柔道の主流になっており、日本人の考えている美しく投げる柔道とは異なる試合が多くなっている。このような事情があり、日本選手は対応に苦しみ多くの敗因になってしまった。1982年に制定された講道館技名称投技には朽木倒が含まれた。

### 反則化の流れ
2009年には禁止技に指定する話が浮かび、年内にルール変更により使用が大きく制限された。詳しくは組み手 (柔道)を参照。